# Fachverkäufer im Lebensmittelhandwerk (Bäckerei)
Fachverkäufer im Lebensmittelhandwerk mit dem Schwerpunkt Bäckerei (veraltet Bäckereifachverkäufer) ist eine Spezialisierung des Ausbildungsberufes im Bäckerhandwerk.
Die Ausbildung ist kaufmännisch bzw. verkäuferisch geprägt und beinhaltet, dass die Mitarbeiter hauptsächlich in den Verkaufsräumen einer Bäckerei arbeiten und dort die Kunden freundlich bedienen sowie beraten. Im Gegensatz zum verwandten Beruf des Bäckers stellen sie keine Backwaren her, belegen aber dafür beispielsweise Sandwiches oder Brötchen für den Verkauf. Die ausgebildeten Fachkräfte werden ebenso in der Gastronomie, im Catering oder in Einzelhandelsgeschäften eingesetzt.
Die Ausbildungsdauer beträgt 3 Jahre.